# El Villarejo de los Olmos
El Villarejo de los Olmos es una localidad española del municipio de Calamocha, perteneciente a la provincia de Teruel, en la comunidad autónoma de Aragón. En 2022 contaba con 12 habitantes.

## Historia
A mediados del siglo XIX, el lugar, por entonces con ayuntamiento propio, contaba con una población censada de 152 habitantes. La localidad aparece descrita en el decimosexto volumen del Diccionario geográfico-estadístico-histórico de España y sus posesiones de Ultramar de Pascual Madoz de la siguiente manera:

VILLAREJO DE LOS OLMOS (el): l. con ayunt. en la prov. de Teruel (16 leg.), part. jud. de Segura (4), el juzgado reside en Monlalban), aud. terr. y dióc de Zaragoza (15) y c. g. de Aragon: sit. entre 2 colinas entre los r. Jiloca y Navarrete; el clima es benigno y muy sano. Tiene unas 40 casas de mediana construccion; hay una fuente de bella figura con escelentes pero escasas aguas; una escuela de instruccion primaria; igl. parr. (San Jorge Mártir) servida por un cura de primer ascenso y de provision ordinaria; hay un cementerio bien situado. Confina el térm. por el N. con el de Barrachina; E. Torre los Negros; S. Bañon, y O. Navarrete; hay en él una fuente muy abundante, cuyas aguas mueven un molino harinero. El terreno es montuoso con arbolado de rebollos y varias cañadas de tierra de buena calidad. Los caminos son de herradura y locales. El correo se recibe de Calamocha dos veces á la semana. prod.: trigo, centeno, cebada y varias semillas; hay ganado lanar y caza de conejos, liebres y perdices. pobl.: 38 vec., 152 alm. riqueza imp.: 39,992 rs.
(Madoz, 1850, p. 261)

El municipio de El Villarejo desapareció en 1971, al ser incorporado junto con los de Collados, Cuencabuena, Cutanda, Lechago, Luco de Jiloca, Navarrete del Río, Nueros, Olalla, El Poyo del Cid y Valverde al término municipal de Calamocha.

## Demografía
| Gráfica de evolución demográfica de El Villarejo entre 1842 y 1970 |
| |
| Población de derecho según los censos de población del INE Población de hecho según los censos de población del INEEntre el censo de 1981 y el anterior, este municipio desaparece porque se integra en el municipio 44050 (Calamocha) |